# Schönbrunn (Schwarzenbach am Wald)
Schönbrunn ist ein Gemeindeteil der Stadt Schwarzenbach am Wald im Landkreis Hof (Oberfranken, Bayern). Schönbrunn liegt in der Gemarkung Meierhof.

## Geografie
Das Dorf liegt auf einem Höhenzug des Frankenwaldes. Eine Gemeindeverbindungsstraße führt nach Schwarzenstein (1 km nordöstlich).

## Geschichte
Gegen Ende des 18. Jahrhunderts bestand Schönbrunn aus acht Anwesen. Die Hochgerichtsbarkeit sowie die Dorf- und Gemeindeherrschaft hatten das bayreuthische Verwaltungsamt Schwarzenbach am Wald, das Rittergut Schwarzenstein, Rittergut Schwarzenbach und das Rittergut Lippertsgrün gemeinsam inne. Grundherren waren das Verwaltungsamt Schwarzenbach (5 Güter,1 Gütlein, 1 Tropfhaus) und das Rittergut Schwarzenbach (1 Frongut).
Von 1797 bis 1810 unterstand Schönbrunn dem Justiz- und Kammeramt Naila. Infolge des Ersten Gemeindeedikts wurde Schönbrunn dem 1812 gebildeten Steuerdistrikt Schwarzenbach am Wald und der zugleich entstandenen Ruralgemeinde Meierhof zugewiesen. Am 1. Januar 1972 wurde Schönbrunn im Zuge der Gebietsreform in Bayern nach Schwarzenbach eingegliedert.

### Ehemaliges Baudenkmal
- Haus Nr. 2: Weitgehend erneuertes und modern erweitertes, zweigeschossiges Wohnstallhaus mit Satteldach; der Scheitelstein über der Wohnungstür bezeichnet „FX 1793“.[8]

### Einwohnerentwicklung
| Jahr      | 001819 | 001861 | 001871 | 001885 | 001900 | 001925 | 001950 | 001961 | 001970 | 001987 | 002020 |
| Einwohner | 41     | 57     | 65     | 69     | 62     | 52     | 49     | 46     | 37     | 20     | 18     |
| Häuser    |        |        |        | 10     | 10     | 9      | 10     | 10     |        | 13     |        |
| Quelle    | [ 6 ]  | [ 10 ] | [ 11 ] | [ 12 ] | [ 13 ] | [ 14 ] | [ 15 ] | [ 16 ] | [ 17 ] | [ 18 ] | [ 1 ]  |

## Religion
Schönbrunn ist evangelisch-lutherisch geprägt und bis heute nach Schwarzenbach am Wald gepfarrt.